# Klimaatconferentie van Kopenhagen 2009

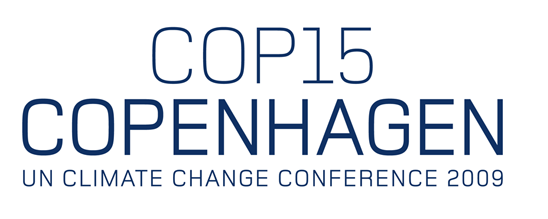
Logo van COP15

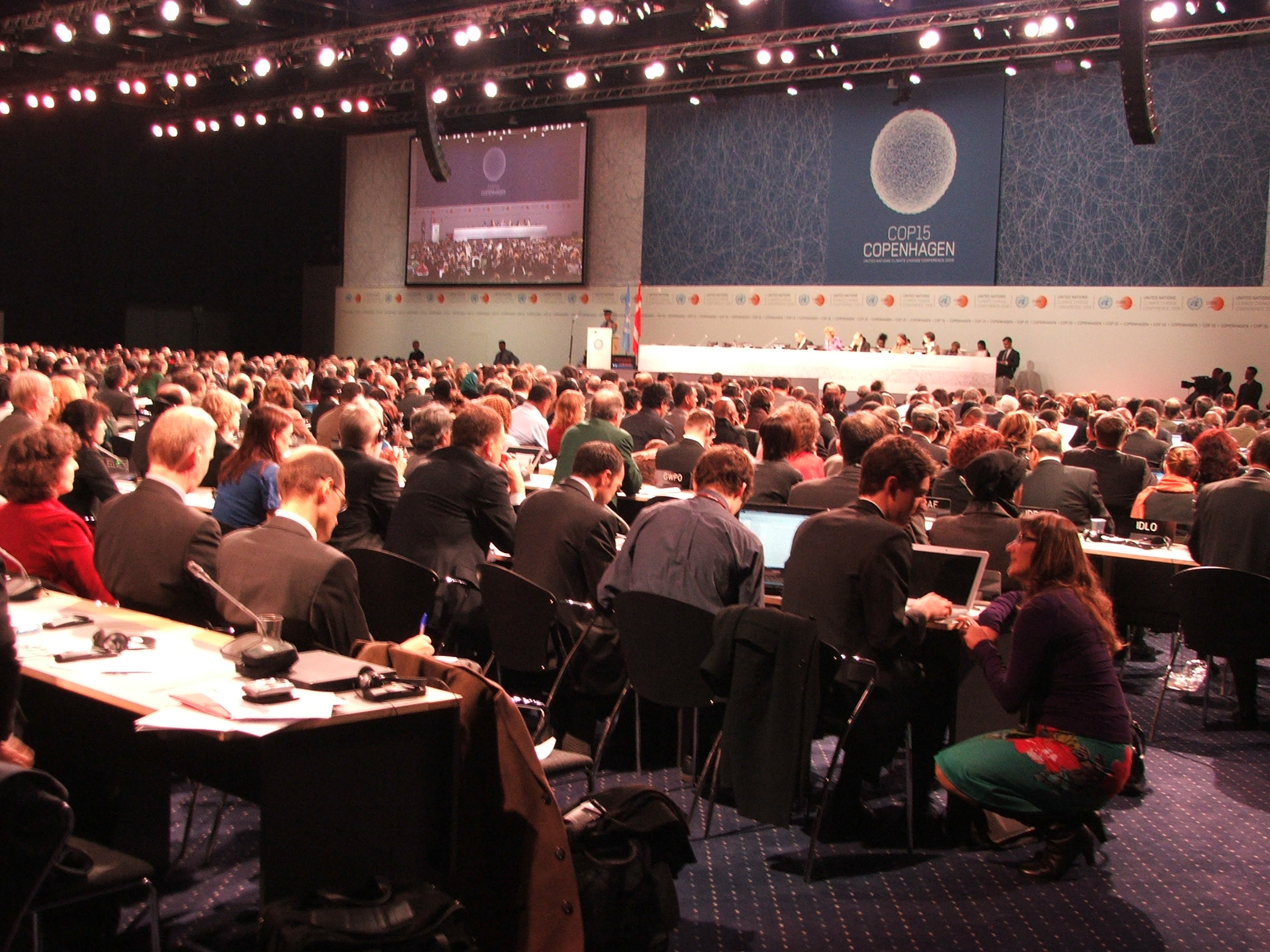
Openingszitting van de conferentie

De Klimaatconferentie van Kopenhagen (officieel: 2009 United Nations Climate Change Conference in Copenhagen) was een klimaatconferentie van het UNFCCC, die plaatsvond van 7 tot 18 december 2009 in de Deense hoofdstad Kopenhagen. Tijdens deze klimaattop werd door wereldleiders (officieel slechts door milieuministers) beslist over de uiteindelijke inhoud van het nieuwe internationale klimaatverdrag, dat het Kyoto-protocol dient te vervangen. Het nieuwe verdrag treedt in 2012 in werking en bevat concrete doelen voor 2020, die het opwarmen van de aarde moeten tegengaan.
Deze klimaattop, ook wel COP15 of Conference of Parties (COP) genoemd, was de 15e in een lange reeks sinds de historische conferentie in het Japanse Kyoto in 1997 (Kyoto was COP3, COP1 was in Berlijn in 1995). De belangrijkste tussenstops in recente jaren waren COP13 op Bali in december 2007 en COP14 in het Poolse Poznań, december 2008.
De klimaatconferentie werd bezocht door vertegenwoordigers van 192 landen. Belangrijk onderhandelpunt was de hoeveelheid broeikasgassen die minder uitgestoten mogen worden door individuele landen. Ook ontbossing en financiering voor ontwikkelingslanden die kampen met de gevolgen van de huidige klimaatverandering, waren onderwerp van gesprek.

## Akkoord van Kopenhagen
Uiteindelijk werd op 18 december 2009 het Akkoord van Kopenhagen gesloten tussen onder andere de Verenigde Staten, China, Brazilië en de regeringsleiders van de Europese Unie met als doel de opwarming van de Aarde te beperken.
De belangrijkste punten in het akkoord waren:
- Er wordt een zogeheten Green Climate Fund opgericht voor arme landen die getroffen zijn door de klimaatverandering. Voor dat fonds wordt 100 miljard dollar klimaatsteun aan de ontwikkelingslanden voorzien tegen 2020.
- De opwarming van de aarde wordt tot 2 graden Celsius beperkt.

De rijke landen en de ontwikkelingslanden zijn het ook eens om hun klimaatengagementen op te lijsten en via nationale communicatie informatie te verstrekken over hoever ze staan met hun uitstootreducties. Er is ook ruimte voor internationale analyse van die data.

### Reacties
Niet alle landen erkenden echter het gesloten akkoord. Zo wezen landen als Venezuela, Soedan, Bolivia, Cuba en Tuvalu het af. Het akkoord was geen bindend klimaatverdrag. VN-chef Ban Ki-moon noemde het akkoord een essentieel begin, maar verklaarde ook dat het nog niet is wat iedereen had verwacht van de klimaattop en dat het nog aan ambitie ontbreekt. Wel vond hij dat de klimaattop desondanks veel had bereikt.
De Klimaatconferentie van Kopenhagen wordt door de meesten als een gemiste kans gezien omdat geen van de oorspronkelijke doelstellingen behaald werd. Er werd slechts een gedeeltelijk akkoord bereikt, dat geen concrete doelen vooropstelt.